# Куп СР Југославије у фудбалу 2000/01.
Куп СР Југославије у фудбалу 2000/01. била је девета по реду сезона купа СР Југославије у фудбалу. Партизан је победио браниоца титуле Црвену звезду у финалу.

## Прво коло
| Тим 1                   | Тим 2               | Резултат           |
| ----------------------- | ------------------- | ------------------ |
| Будућност Банатски Двор | ОФК Београд         | 1 : 0              |
| Будућност Подгорица     | Железничар Лајковац | 0 : 1              |
| Хајдук Београд          | Црвена звезда       | 0 : 1              |
| Искра Даниловград       | Сартид              | 0 : 3              |
| Милиционар              | Слога Краљево       | 6 : 0              |
| Младост Апатин          | Сутјеска            | 3 : 0              |
| Младост Лукићево        | Раднички Ниш        | 1 : 1 (пен: 8 : 7) |
| Могрен                  | Хајдук Кула         | 0 : 0 (пен: 1 : 3) |
| Напредак Крушевац       | Раднички Крагујевац | 3 : 4              |
| Партизан                | Раднички Југопетрол | 4 : 3              |
| Пролетер Зрењанин       | Обилић              | 0 : 1              |
| Војводина               | Спартак Суботица    | 7 : 0              |
| Врбас                   | Чукарички Станком   | 0 : 0 (пен: 2 : 3) |
| Железник                | Младост Лучани      | 1 : 1 (пен: 5 : 3) |
| Земун                   | Борац Чачак         | 2 : 0              |
| Зета                    | Рад                 | 2 : 0              |

## Друго коло
| Тим 1                   | Тим 2          | Резултат           |
| ----------------------- | -------------- | ------------------ |
| Раднички Крагујевац     | Зета           | 2 : 4              |
| Чукарички Станком       | Земун          | 3 : 2              |
| Будућност Банатски Двор | Милиционар     | 4 : 1              |
| Младост Лукићево        | Партизан       | 0 : 5              |
| Обилић                  | Војводина      | 2 : 1              |
| Железничар Лајковац     | Младост Апатин | 1 : 1 (пен: 2 : 4) |
| Хајдук Кула             | Железник       | 1 : 1 (пен: 5 : 3) |
| Црвена звезда           | Сартид         | 3 : 0              |

## Четвртфинала
| Тим 1                   | Тим 2             | Резултат           |
| ----------------------- | ----------------- | ------------------ |
| Младост Апатин          | Зета              | 3 : 1              |
| Обилић                  | Хајдук Кула       | 4 : 0              |
| Будућност Банатски Двор | Црвена звезда     | 1 : 1 (пен: 4 : 5) |
| Партизан                | Чукарички Станком | 3 : 2              |

## Полуфинала
| Црвена звезда                                     | 3 : 2 | Младост Апатин              |
| ------------------------------------------------- | ----- | --------------------------- |
| Гвозденовић 39’ · Друлић 42’ · Аћимовић 82’ (пен) |       | Ћирић 14’ · Кекић 45’ (пен) |

| Обилић                        | 2 : 5 | Партизан                                                 |
| ----------------------------- | ----- | -------------------------------------------------------- |
| Филиповић 69’ · Симоновић 84’ |       | Ивић 18’ · Илиев 21’ 74’ · Бечановић 55’ · Делибашић 70’ |

## Финале
| Црвена звезда | 0 : 1 | Партизан |
| ------------- | ----- | -------- |
|               |       | Илић 65’ |